# Impact Records
Impact Records est un label discographique allemand de punk rock, basé à Duisbourg.

## Histoire
Selon leur propre site web, l'objectif du label est d'appliquer les idéaux du mouvement punk, tout en restant une entreprise. Ils suivent l'Impact way of life : travailler de manière anarchique mais a contrario capitaliste. Jusqu'à l'été 2013, plus de 240 sorties se sont effectuées par Impact Records et ses sous-labels.

## Structure
En plus de la vente par correspondance, Impact Records exploite également 2 sous-labels pour les styles musicaux rock gothique (Dark Empire) et heavy metal (System Shock). Selon Impact Records, les marques Dux, Shark, Tank et Iron offrent des opportunités d'achat pour les productions des pays de l'Union européenne.

## Labels homonymes
Il existe d'autres labels homonymes. Impact est un label néo-zélandais fondé en 1966 par Lew Pryme et Russell Clark, et fermé depuis. Impact Records est également un label américain de Californie spécialisé dans la surf music fondé dans les années 1960  par Tony Hilder (créateur de CT Records) lui aussi fermé depuis. Impact Records est aussi un label de happy hardcore fondé dans les années 1990.

## Groupes notables
- Anti-Nowhere League[4]
- Coma Beach (de)
- Daily Terror (de)
- Der Fluch (sous-label Dark Empire)
- Dödelhaie (de)
- English Dogs
- Jesus Skins (de)
- Jewdriver (de)
- Master (sous-label System Shock)
- Müllstation (de)
- Notdurft (de)
- OHL
- Razzia
- Schrottgrenze
- Split Image (de)
- Supernichts (de)
- Tendencia
- Toxoplasma
- Untergangskommando (de)
- Upright Citizens (de)
- Vader (sous-label System Shock)
- Wilde Zeiten (de)